# Ділянка лісу-2 (Ківерцівський район)
Діля́нка лі́су-2 — ботанічна пам'ятка природи місцевого значення в Україні. Об'єкт розташований на території Ківерцівського району Волинської області, ДП «Ківерцівське ЛГ», Рожищенське лісництво, квартал 64, виділ 8. 
Площа — 6,7 га, статус отриманий у 1972 році.
Статус надано з метою охорони та збереження у природному стані лісового насадження дуба звичайоного Quercus robur на крутосхилах р. Стир віком близько 200 років та висотою до 25 м.

## Галерея

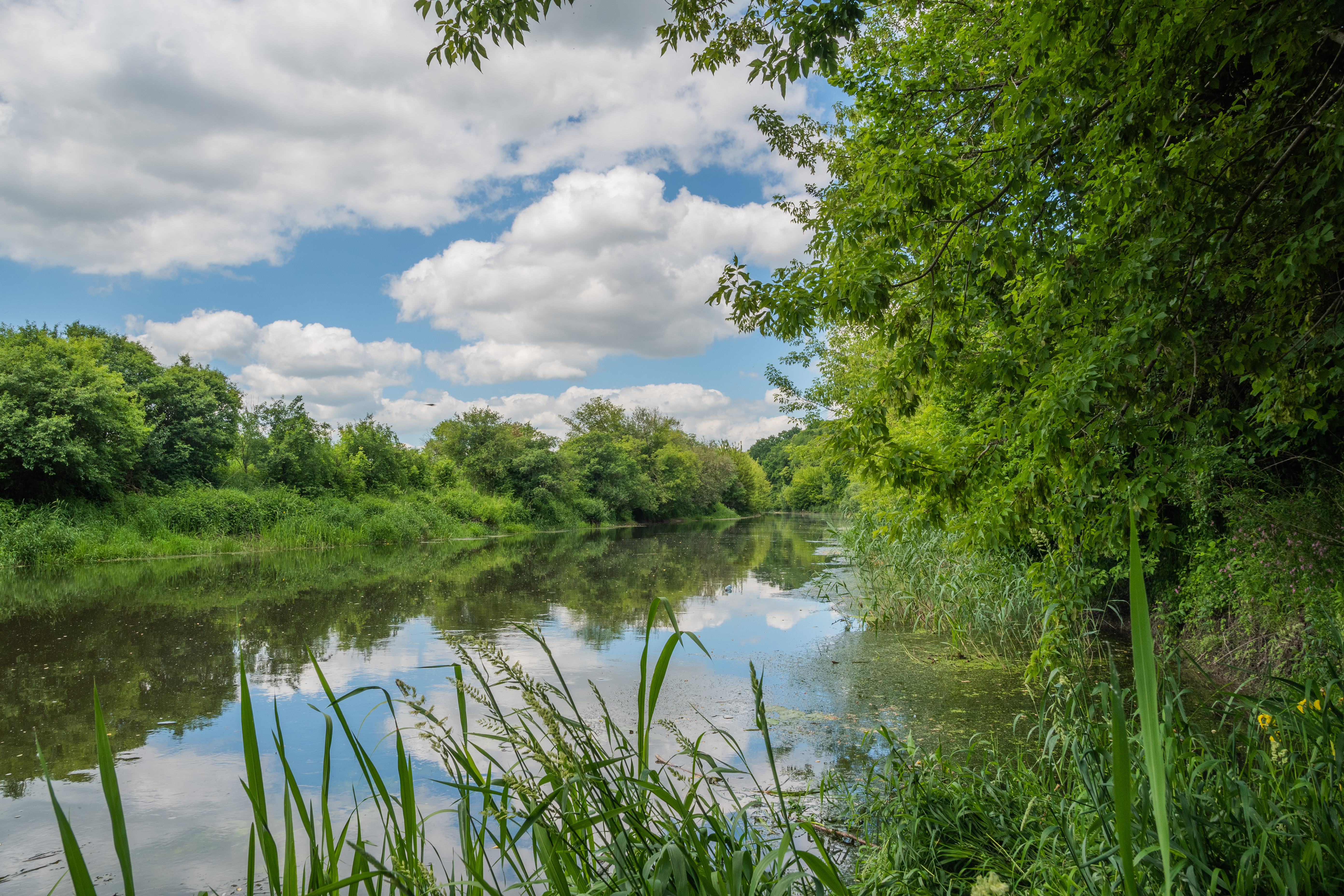
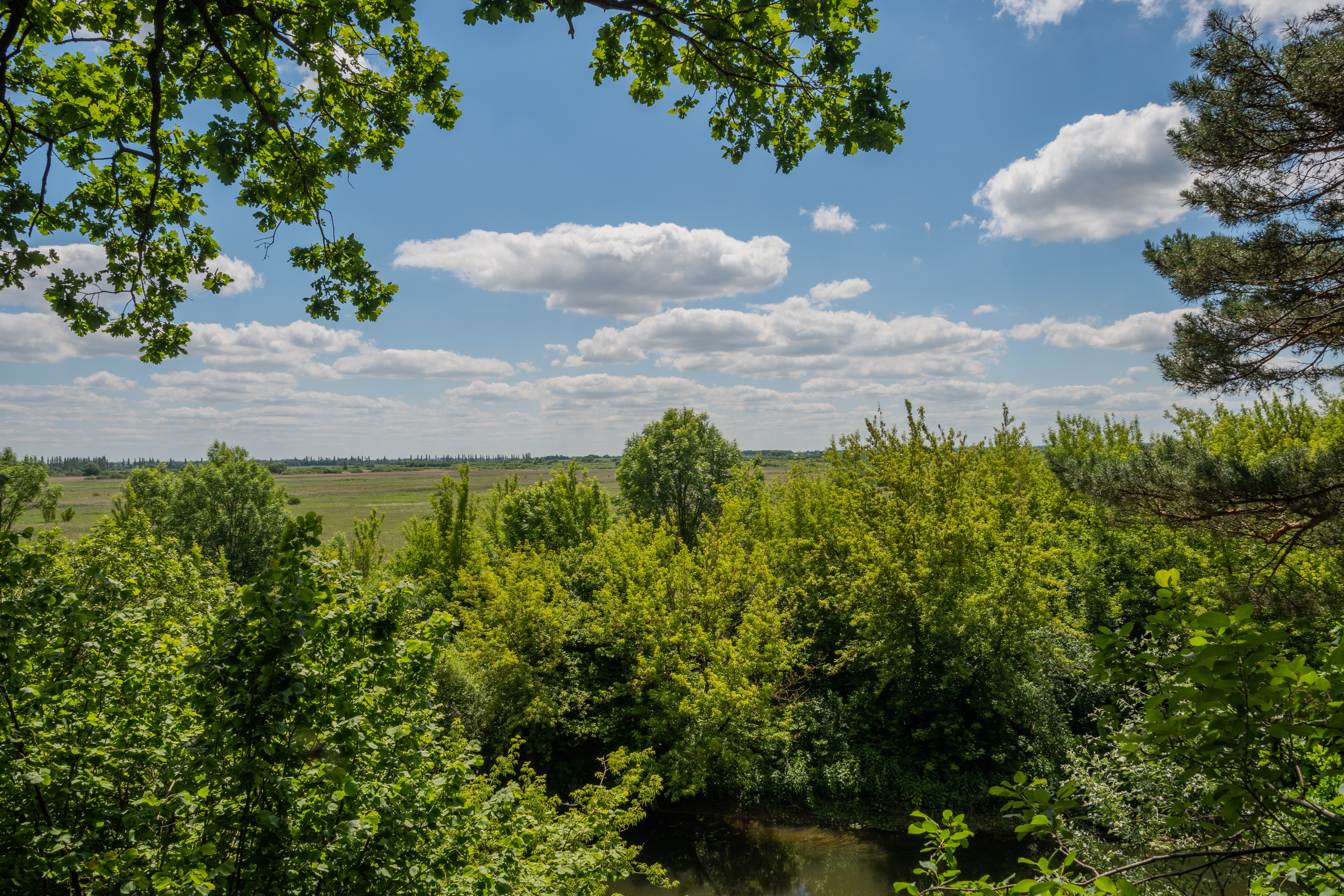